# Fantasmagorie
Fantasmagorie er en fransk animationsfilm fra 1908 af Émile Cohl.